# Lillträsket (sjö i Finland, Nyland, lat 60,42, long 26,13)
Lillträsket är en sjö i Lovisa stad i Finland.   Den ligger i landskapet Nyland, i den södra delen av landet, 70 km öster om huvudstaden Helsingfors. Lillträsket ligger 25 meter över havet. Den ligger vid sjön Sarvlaxträsket.  Arean är 5,7 hektar och strandlinjen är 1,29 kilometer lång. Sjön  ingår i Finska vikens kustområde. 